# 步熊
步熊（—306年）字叔羆，西晉陽平發干人。年輕時喜歡卜筮术数，還招收了許多門徒。趙王司馬倫久聞其名，征召他擔任自己下屬。步熊不願意，還對他的學生說：「司馬倫這傢伙離死不遠，我才不會睬他。」司馬倫大怒，派兵包圍步熊。步熊耍計謀偷偷逃走。後來步熊為成都王司馬穎所征辟。光熙元年（306年），司馬穎被司馬越擊敗逃到關中，司馬越派他的弟弟司馬模奪取司馬穎的大本營鄴。步熊因為是司馬穎的黨羽而被誅殺。

## 延伸阅读
[在维基数据编辑]
 《晉書·卷095》，出自房玄齡《晉書》